# Criolo
Criolo Doido, abreviado en Criolo (nombre artístico de Kleber Cavalcante Gomes; São Paulo, 5 de septiembre de 1975) es un rapero brasileño y cantante de MPB. Inició su carrera en 1989. Es el creador de la Rinha dos MC's. (Batalla de improvisación de MC’s). Su nombre artístico, Criolo Doido, significa "niche chiflado" en portugués de Brasil.

## Biografía
Criolo Doido es originario del barrio de Grajaú, (São Paulo). Comenzó a rapear en 1989, pero hasta el inicio de la década de los 2000 era prácticamente desconocido. Trabajó como educador entre 1994 y 2000.  En 2006, lanzó su primer álbum de estudio, titulado “Ainda Há Tempo”. Destacan las canciones “RAP é forte”, Morto Vivo,  Ainda Há Tempo, Até Me Emocionei (con Bastardo, exintegrante de SNJ) y Chuva Ácida.
En ese mismo año fundó la Rinha dos MC's existente hasta hoy. Comprende batallas de freestyle, conciertos semanales, exposiciones de graffiti y fotografías. Al año siguiente, participó en el "Som Brasil Especial" en homenaje a Vinícius de Moraes; y fue nominado al Premio Hutúz en dos categorías: "Grupo ou Artista Solo" (que perdió frente a GOG) y "Revelação" (vencido por U-Time). En 2008, recibió el premio "Canción del Año" y "Personalidad del Año" en la cuarta edición del evento "O rap é compromisso".
Al año siguiente, volvió a ser nominado al Prêmio Hutúz en la categoría "Revelaciones de la Década", pero no salió vencedor. Participó en los documentales “Profissão MC”, de Alessandro Buzo y Tony Nogueira; y “Da Luz às Trevas”, de Ney Matogrosso. Para conmemorar sus veinte años de carrera, grabó un DVD en directo en la “Rinha dos MC's”, que fue puesto a la venta en 2010, llamado “Criolo Doido Live in SP”. Al final del año, Criolo lanzó un CD single, con los temas "Grajauex" (homenaje a su barrio) y "Subirusdoistiozin",  grabadas en estudio, con la producción de Marcelo Cabral y Daniel Ganjaman y con instrumentos como guitarra, bajo, piano y trompeta, dando indicios de una pequeña modificación de su estilo. Ambas canciones fueron anunciadas como presentes no su próximo álbum, a través del concierto de lanzamiento realizado en la Matilha Cultural. Pocos días después, el videoclip de "Subirusdoistiozin" fue divulgado en internet, con más de 6 minutos de duración.
En 2011 lanzó su segundo disco, “Nó na Orelha” (Nudo en la oreja), gratuitamente a través da internet y abrevió su nombre artístico a "Criolo". En el disco, el cantante diversificó los ritmos de rap con varios otros, como a MPB, funk, soul y blues. Este disco tuvo excelente recepción por la crítica (inclusive extranjera), llevando a Criolo a participar en el programa “Altas Horas” de la “Rede Globo” y a estar en lo alto de los trending topics de Twitter. Con el disco, Criolo fue uno de los campeones del Video Music Brasil 2011 de la MTV, en las categorías "Videoclip del Año", con "Subirusdoistiozin", "Artista del Año", "Álbum del Año", con "Nó na Orelha" (venció), "Música del Año" con "Não existe amor em SP" (venció), y como "Banda ou Artista Revelación" (venció). También fue el primer confirmado a actuar en directo durante los premios, donde cantó la canción "Não existe amor em SP" junto a Caetano Veloso.
En 2014 lanza su tercer disco, Convoque seu Buda. Fue elegido como el segundo mejor disco brasileño de 2014 por la revista Rolling Stone Brasil, siendo primero el de Racionais MC's.

## Estilo
Criolo Doido posee un estilo muy particular y personal, con rimas ingeniosas e imprevisibles y uso de jerga de la periferia. El artista paulistano innova constantemente en sus trabajos, mezclando géneros musicales muy diferentes entre sí. 
Nó na orelha difiere de su antecesor "Ainda há tempo", por mezclar rap, afrobeat, reggae, samba y brega. Recibió críticas positivas y fue considerado el mejor álbum brasileño de 2011 por la revista especializada Rolling Stone, siendo comercializado en el extranjero.
Las letras de sus canciones tienen una temática muy variada, que va desde la ciencia ficción apocalíptica en Chuva ácida (Lluvia ácida), de su primer álbum "Ainda há tempo"; el contrabando en Bogotá, incluyendo en esta canción una referencia al poeta Manuel Bandeira; Freguês da meia-noite  trata sobre el tráfico de drogas en el centro de Sao Paulo con su videoclip correspondiente, inspirado en el cine noir. En Mariô canción que critica la hipocresía social, el estribillo está en yoruba, lengua africana usada en el candomblé. En Linha de frente Criolo cita los personajes de los cómics infantiles Turma da Mônica para hablar sobre la realidad de los niños envueltos en el tráfico de drogas en Brasil (en Subirusdoistiozin  habla de niños que usan fusiles HK). También señala el uso de panaderías como tapadera para la venta de sustancias ilícitas. Grajauex constituye un homenaje a su barrio, Grajaú, situado en la periferia de la ciudad. La canción consiste en un juego de palabras acabadas en –ex. También critica a las chicas de clase adinerada que ofrecen sexo a cambio de drogas.
Una temática recurrente del artista es la soledad y la alienación del individuo en el contexto deshumanizador de la gran metrópolis paulistana de 20 millones de habitantes,  presentada como una moderna Babilonia en canciones como Pe de breque, Nao existe amor em SP ("laberinto místico donde los grafitis gritan"), Lion Man, Convoque seu Budao Pé de breque, lo que acarrea problemas como la depresión, el consumismo asociado a la misma, el estrés, el materialismo o la drogadicción (suele mencionar drogas como crack, cocaína o LSD).
Criolo también reivindica en sus rimas la cultura popular brasileña de las favelas, presente en figuras como la de las benzedeiras (curanderas), ya que el propio artista es hijo de una de ellas; el culto al cura Padim Ciço o el sincretismo religioso.
En 2014 saca al mercado Convoque seu Buda. El álbum contiene canciones del género rap mezclando ritmos como reggae, samba, batucada y música africana. En el disco colaboran las cantantes Tulipa Ruiz y Juçara Marçal.
En la portada del disco, según los diseñadores gráficos que la realizaron "encontramos un collage con elementos del repertorio religioso: santos y lafita do Bonfim para traer un aspecto abrasileñado y místico". En el centro aparece un oficial de la corte de la isla de Java, en Indonesia, vestido con un sarong. La pintura es de 1820 y fue escogida debido al parecido físico que guarda con Criolo. Los responsables del diseño de la misma entendieron que el collage "representaría muy bien la manera en que Criolo escribe sus canciones, mezclando figuras del pasado como Barrabás (...) con jergas y expresiones actuales de las calles". La tipografía del nombre del artista está inspirada en la pixação, un tipo de grafiti único en el mundo originario de Sao Paulo.
La canción que da nombre al álbum tiene una base con música oriental, y en el estribillo se mencionan deidades de religiones orientales, (Ganesh, Shiva) artes marciales (Ninjitsu, Capoeira), y entidades de religiones afrobrasileñas (Zé Pilin, Oxalá), que se interrelacionan por el hecho de propagar o tener como función la paz y el equilibrio espiritual. En este sentido se menciona a Shangó, orixá de la justicia y al "umbral", el purgatorio en la religión espírita, reflejando el sincretismo cultural y religioso característico de la cultura brasileña. A raíz de las protestas en Brasil de 2013 en esta canción también se critica a los jóvenes con escaso compromiso político que acuden a las manifestaciones para ligar o por moda:

"Cambiar el mundo desde el sofá del salón,
postar en el Instagram
y si la marihuana es buena
que se joda la ideología"

Esta crítica a la izquierda caviar también está presente en Esquiva da esgrima, sobre personas de clase alta que leen al historiador marxista Eric Hobsbawm. En esa misma canción el rapero reivindica a autores como Philippe Perrenoud y Jean Piaget junto con el difunto rapero Sabotage.
Las letras del álbum abordan la realidad social brasileña contemporánea, reflejando el contraste entre el ascenso de la emergente clase media que salió de la pobreza debido al reciente crecimiento económico en contraste con las duras condiciones de explotación laboral que sufre la clase obrera. En Cartão de Visita se citan símbolos del lujo como la bloguera Thassia Naves y el cantante de baile funk MC Lon para criticar al consumismo incentivado por el gobierno brasileño con el objetivo del crecimiento económico nacional y la ostentación. También se mencionan a Sartre y Nietzsche para ejemplificar el gusto de la clase alta por presumir de cultura. En Casa de Papelão cita la situación de los grandes centros urbanos como el de São Paulo, donde muestra la especulación inmobiliaria para expulsar del lugar a las personas sin hogar y a los adictos al crack. Temas como la cultura de masas, entendida como degradación hacia la figura de los artistas o los bajos salarios de los profesores aparecen en Pegue para ela y Duas de cinco, respectivamente. En esta última canción el MC usa los versos de Carlos Drummond de Andrade para criticar la presencia de crack en las escuelas: "Que no meio do caminho da educação havia uma pedra". También critica el uso de armas por parte de niños y jóvenes. En Plano de voo encontramos una referencia literaria a la Ilíada.

## Discografía

### Álbumes
- Ainda Há Tempo (2006)
- Nó na Orelha (2011)
- Convoque Seu Buda (2014)
- Viva Tim Maia! (2015)
- Espiral de Ilusão (2017)

### DVD
- Criolo Doido Live in SP (2010)
- Criolo & Emicida ao Vivo (2013)
- Nó na Orelha ao Vivo no Circo Voador (2013)

### Singles
- Ainda Há Tempo (2006)
- Subirusdoistiozin (2010)
- Duas de Cinco (2013)
- Coccix-ência (2013)
- Convoque seu Buda (2014)